# Grottammare
Grottammare település Olaszországban, Marche régióban, Ascoli Piceno megyében. Lakosainak száma 15 814 fő (2023. január 1.). Grottammare Cupra Marittima, Acquaviva Picena, Ripatransone és San Benedetto del Tronto községekkel határos.

## Népesség
A település lakossága az elmúlt években az alábbi módon változott:
| Lakosok száma | 16 139 | 16 166 | 15 814 |
|               | 2017   | 2018   | 2023   |